# يزدان شهر
يزدان شهر (بالفارسية: یزدان‌شهر) هي مدينة تقع شمال محافظة كرمان في جنوب شرق إيران. تقع هذه المدينة في شمال مدينة زرند. المسافة من مركز المنطقة إلى مدينة زرند هي 18 كم. يقدر عدد سكانها بـ 5,037 نسمة .